# Нестеров, Пётр Петрович
Пётр Петро́вич Не́стеров (1802 — 8 [20] августа 1854, Москва) — генерал-лейтенант русской императорской армии, участник Кавказских походов.

## Биография
Пётр Петрович Нестеров происходил из дворянского рода Нестеровых. Начал военную службу в 1823 году унтер-офицером в 4-м карабинерном полку; в 1824 году произведён в прапорщики; в 1826 году переведен в Свиту Его Императорского Величества по квартирмейстерской части и вскоре назначен состоять при главной квартире 1-й армии; в 1828 году переведён в Лейб-гвардии Егерский полк.
За отличие в сражениях с поляками при взятии Варшавы в 1831 году Нестеров был награждён орденом Святого Владимира 4-й степени с бантом; в следующем году произведён в поручики, в 1834 году назначен адъютантом к начальнику штаба Отдельного Кавказского корпуса и в том же году произведён в штабс-капитаны.
В 1837 году Нестеров в чине капитана назначен командиром Кавказского линейного № 6-й батальона; в 1842 году произведён в полковники и назначен комендантом Владикавказской крепости; 4 декабря 1843 года за выслугу был награждён орденом Святого Георгия 4-й степени, 9 декабря 1843 года — орденом Св. Владимира 3-й степени.
В 1845 году был произведён в генерал-майоры, а в следующем был назначен военным начальником Владикавказского округа, причём за отличия, оказанные в боях с чеченцами, он получил Орден Святой Анны 1-й степени.
В 1848 году Нестеров был назначен командующим 20-й пехотной дивизией и начальником левого фланга Кавказской линии, но вскоре стал обнаруживать признаки нервного расстройства и в начале 1850 года был временно удалён из действующей армии. Однако, в конце 1850 года он вновь вступил в командование левым флангом Кавказской линии и предпринял зимнюю экспедицию в Большую Чечню, но в следующем году снова стал обнаруживать признаки умственного расстройства, и вскоре был увезен в Санкт-Петербург, в больницу для душевнобольных. Скончался в Москве 8 (20) августа 1854 года. Похоронен на Пятницком кладбище.
Воспоминания рисуют Нестерова высоким, стройным и красивым офицером, добрым и справедливым начальником. Спокойствие не покидало его никогда, даже во время самой большой опасности, которой он подвергался постоянно, принимая участие в экспедициях против горцев, (в 1836 году за Кубань, на Натухайские аулы, в 1837 году для покорения Цебельды, в 1840—1847 годах против Большой и Малой Чечни и других), очень часто в качестве начальника отряда. Во внимание к заслугам Нестерова было Высочайше повелено построенное им в 1842 году на реке Ассе, при ауле Хазыр, укрепление Бажир-юрт назвать его именем (современная станица Нестеровская).